# 한상억 (시인)
한상억(韓相億, 1915년 9월 1일 ~ 1992년 11월 8일)은 대한민국의 시인으로 호(號)는 이록(二綠)이며 인천광역시 강화군 출신이다.

## 생애
1935년 경기도 인천공립상업학교(현재의 인천고등학교)를 졸업했으며 1946년 3월 인천에서 《시와 산문》 동인으로 참여했다. 1956년 《자유문학》에 시 〈평행선〉, 〈네거리에서〉가 추천되면서 문단에 등단했다.
1961년 최영섭이 작곡한 가곡 〈그리운 금강산〉을 작사했으며 전국문화단체총연합회 중앙위원, 신민당 문화예술행정특보위원, 한국문화예술인총연합회 경기도 지부장, 《주간인천》 주필, 《경기매일신문》 논설위원, 인하대학교 국어국문학과 초빙교수 등을 역임했다. 1992년 미국 캘리포니아주 로스앤젤레스에서 향년 77세를 일기로 사망했다.

## 작품
- 가곡 《그리운 금강산》 (1961년)
- 시집 《평행선(平行線)의 대결(對決)》 (1961년)
- 시집 《창변사유(窓邊思惟)》 (1976년)

## 수상
- 1958년 인천시 문화상
- 1963년 경기도 문화상

## 참고 자료
- 김윤식 (2007년 11월 25일). “영원한 인천시인 한상억”. 기호일보. 2013년 8월 6일에 원본 문서에서 보존된 문서. 2013년 1월 27일에 확인함.